# براندون بيريك
بيريك براندون ليروي كوتشا، (بالإنجليزية: Pierrick Brandon Leroy Keutcha)‏ المعروف باسم براندون بيريك، هو لاعب كرة قدم محترف في الدوري الإنجليزي يلعب في نادي كريستال بالاس والمنتخب الإنجليزي.